# Daisy, Princess of Pless
Daisy, Princess of Pless, född 1873, död 1943, var en brittisk författare. Hon gifte sig 1891 med den tyska fursten Hans Heinrich XV von Hochberg. Hon tillhörde Europas rikaste familjer under sin samtid. Hon är berömd för sina dagböcker, som utgavs som hennes memoarer 1922 och skildrade societetslivet i Storbritannien och Tyskland och beskriver många av tidens berömdheter. 